# Liste der Kulturdenkmale in Pirna (Altstadt) (L–Z)

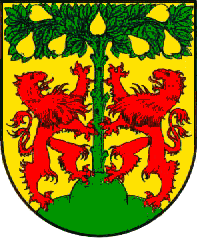
Stadtwappen

In der Liste der Kulturdenkmale in Pirna (Altstadt) sind sämtliche Kulturdenkmale der sächsischen Stadt Pirna verzeichnet, die bis 2017 vom Landesamt für Denkmalpflege Sachsen erfasst wurden und im Sanierungsgebiet der „Altstadt Pirna“ liegen. Darin eingeschlossen ist vor allem das Gebiet innerhalb der einstigen Stadtmauer.
In der Altstadt von Pirna liegen gut 300 der insgesamt rund 1.300 Kulturdenkmale Pirnas. Die Anmerkungen sind zu beachten.
Diese Liste ist eine Teilliste der Liste der Kulturdenkmale in Pirna. 

Diese Liste ist eine Teilliste der Liste der Kulturdenkmale in Sachsen.
Aufgrund der hohen Anzahl der Kulturdenkmale wurde die alphabetisch nach Adressen geordnete Liste in folgende zwei Teillisten untergliedert:
- Liste der Kulturdenkmale in Pirna (Altstadt) (A–K)
- Liste der Kulturdenkmale in Pirna (Altstadt) (L–Z)

Diese Teilliste enthält alle Kulturdenkmale in den Straßen von L–Z. 

## Legende
- Bild: Bild des Kulturdenkmals, ggf. zusätzlich mit einem Link zu weiteren Fotos des Kulturdenkmals im Medienarchiv Wikimedia Commons. Wenn man auf das Kamerasymbol klickt, können Fotos zu Kulturdenkmalen aus dieser Liste hochgeladen werden:
- Bezeichnung: Denkmalgeschützte Objekte und ggf. Bauwerksname des Kulturdenkmals
- Lage: Straßenname und Hausnummer oder Flurstücknummer des Kulturdenkmals. Die Grundsortierung der Liste erfolgt nach dieser Adresse. Der Link (Karte) führt zu verschiedenen Kartendiensten mit der Position des Kulturdenkmals. Fehlt dieser Link, wurden die Koordinaten noch nicht eingetragen. Sind diese bekannt, können sie über ein Tool mit einer Kartenansicht einfach nachgetragen werden. In dieser Kartenansicht sind Kulturdenkmale ohne Koordinaten mit einem roten bzw. orangen Marker dargestellt und können durch Verschieben auf die richtige Position in der Karte mit Koordinaten versehen werden. Kulturdenkmale ohne Bild sind an einem blauen bzw. roten Marker erkennbar.
- Datierung: Baubeginn, Fertigstellung, Datum der Erstnennung oder grobe zeitliche Einordnung entsprechend des Eintrags in der sächsischen Denkmaldatenbank
- Beschreibung: Kurzcharakteristik des Kulturdenkmals entsprechend des Eintrags in der sächsischen Denkmaldatenbank, ggf. ergänzt durch die dort nur selten veröffentlichten Erfassungstexte oder zusätzliche Informationen
- ID: Vom Landesamt für Denkmalpflege Sachsen vergebene, das Kulturdenkmal eindeutig identifizierende Objekt-Nummer. Der Link führt zum PDF-Denkmaldokument des Landesamtes für Denkmalpflege Sachsen. Bei ehemaligen Kulturdenkmalen können die Objektnummern unbekannt sein und deshalb fehlen bzw. die Links von aus der Datenbank entfernten Objektnummern ins Leere führen. Ein ggf. vorhandenes Icon  führt zu den Angaben des Kulturdenkmals bei Wikidata.

## Liste der Kulturdenkmale in Pirna (Altstadt)
| Bild           | Bezeichnung | Lage                                | Datierung                                                                      | Beschreibung | ID       |
| -------------- | --- | ----------------------------------- | ------------------------------------------------------------------------------ | --- | -------- |
| Weitere Bilder | Wohnhaus (zwei Gebäudeteile, ein Haus zur Dohnaischen Straße), Eckhaus | Lange Straße 1 (Karte)              | um 1550 (Wohnhaus)                                                             | baugeschichtlich, künstlerisch und städtebaulich von Bedeutung, ein Renaissancebau mit Volutengiebel zur Dohnaischen Straße und Sitznischenportal zur Langen Straße | 09220079 |
| Weitere Bilder | Wohnhaus in geschlossener Bebauung mit turmartigem Hinterhaus | Lange Straße 2 (Karte)              | um 1600 (Wohnhaus)                                                             | baugeschichtlich und sozialgeschichtlich von Bedeutung | 09221218 |
| Weitere Bilder | Wohnhaus in geschlossener Bebauung | Lange Straße 3 (Karte)              | bezeichnet 1521 (Wohnhaus)                                                     | baugeschichtlich, künstlerisch und städtebaulich von Bedeutung, im Kern ein Renaissancebau, mit Sitznischenportal | 09220080 |
| Weitere Bilder | Wohnhaus in geschlossener Bebauung, Seitenflügel im Hof und Hinterhaus | Lange Straße 4 (Karte)              | 17. Jh. (Wohnhaus)                                                             | baugeschichtlich und städtebaulich von Bedeutung, Haus mit Tordurchfahrt und Dachhechten, mit Ladenfront | 09220081 |
| Weitere Bilder | Wohnhaus in geschlossener Bebauung, mit Hinterhaus | Lange Straße 5 (Karte)              | 17. Jh. (Wohnhaus)                                                             | baugeschichtlich und städtebaulich von Bedeutung, im Kern ein Renaissancebau | 09220082 |
| Weitere Bilder | Wohnhaus in geschlossener Bebauung | Lange Straße 6 (Karte)              | Anfang 18. Jh. (Wohnhaus)                                                      | baugeschichtlich und städtebaulich von Bedeutung | 09220083 |
| Weitere Bilder | Wohnhaus in geschlossener Bebauung | Lange Straße 7 (Karte)              | um 1600 (Wohnhaus)                                                             | baugeschichtlich und städtebaulich von Bedeutung, ein Renaissancebau mit ungewöhnlicher barocker Toreinfahrt | 09220084 |
| Weitere Bilder | Wohnhaus in geschlossener Bebauung, mit Seitenflügel im Hof | Lange Straße 8 (Karte)              | 17. Jh. (Wohnhaus)                                                             | baugeschichtlich und städtebaulich von Bedeutung, ein Renaissancebau | 09220085 |
| Weitere Bilder | Wohnhaus in geschlossener Bebauung, mit Hinterhaus | Lange Straße 9 (Karte)              | 19. Jh. (Wohnhaus)                                                             | baugeschichtlich und städtebaulich von Bedeutung, im hinteren Bereich verlief die Stadtmauer (vielleicht Reste noch vorhanden), ehemals Kino Astoria-Lichtspiele | 09227456 |
| Weitere Bilder | Wohnhaus (zwei Gebäudeteile, ein Haus zur Badergasse), Eckhaus in geschlossener Bebauung, mit Seitenflügel im Hof sowie einer rückseitig vorgebauten Terrasse (an der Badergasse, Ecke Am Zwinger) | Lange Straße 10 (Karte)             | im Kern um 1600, bezeichnet 1730 (Portal), Aufstockung 1                       | baugeschichtlich, künstlerisch, hausgeschichtlich und städtebaulich von Bedeutung, im Kern ein Renaissancebau (Fenstergewände), prächtige barocke Tordurchfahrt an der Langen Straße, gründerzeitliche Aufstockung, Gebäudeteil an der Badergasse ein Gründerzeithaus, zwei mächtige Portale unterhalb der Terrasse an der Badergasse | 09220086 |
| Weitere Bilder | Wohnhaus in geschlossener Bebauung | Lange Straße 12 (Karte)             | 18. Jh. (Wohnhaus)                                                             | baugeschichtlich und städtebaulich von Bedeutung, im Innern mit Resten einer Bohlenstube | 09228032 |
| Weitere Bilder | Wohnhaus in geschlossener Bebauung | Lange Straße 13 (Karte)             | 2. Hälfte 16. Jh. (Wohnhaus)                                                   | baugeschichtlich und städtebaulich von Bedeutung, im Kern ein Renaissancebau, ehemaliger VEB Druckerei | 09220088 |
| Weitere Bilder | Wohnhaus in geschlossener Bebauung, mit Seitenflügel im Hof und Hinterhaus | Lange Straße 14 (Karte)             | 18. Jh. (Wohnhaus)                                                             | baugeschichtlich und städtebaulich von Bedeutung, repräsentatives Durchfahrtsportal, Rundbogenöffnungen im Erdgeschoss, Haus mit Dachhechten | 09220089 |
| Weitere Bilder | Wohnhaus in geschlossener Bebauung, mit Seitenflügel im Hof und Hinterhaus | Lange Straße 15 (Karte)             | 2. Hälfte 16. Jh., Fassade bezeichnet 1790 (Wohnhaus)                          | baugeschichtlich und städtebaulich von Bedeutung, im Kern ein Renaissancebau, mit rundbogiger Toreinfahrt, Fassade mit Stuckdekor | 09220090 |
| Weitere Bilder | Wohnhaus in geschlossener Bebauung, Seitenflügel im Hof und Hinterhaus (mit Resten der Stadtmauer)                                                                                                 | Lange Straße 16 (Karte)             | um 1600 (Wohnhaus)                                                             | baugeschichtlich und städtebaulich von Bedeutung, im Kern ein Renaissancebau, mit Ladenfront, altes Portal zum Innenhof | 09220091 |
| Weitere Bilder | Wohnhaus in geschlossener Bebauung, mit allen hofbildenden Gebäuden (zwei Seitenflügel und rückwärtiger Hofmauer, wohl ehemalige Stadtmauer)                                                       | Lange Straße 17 (Karte)             | bezeichnet 1754, (älteres Hauszeichen bezeichnet 1536), Umbau                  | baugeschichtlich und städtebaulich von Bedeutung, schlichter Barockbau mit schöner Tordurchfahrt (Portal), im Hof Arkaden, gewölbte Eingangshalle, in der Durchfahrt Hauszeichen, Erdgeschoss durch jüngere Ladeneinbauten geprägt | 09220092 |
| Weitere Bilder | Wohnhaus in geschlossener Bebauung | Lange Straße 18 (Karte)             | um 1600 (Wohnhaus)                                                             | baugeschichtlich und städtebaulich von Bedeutung, ein Renaissancebau, im Hof Teil der mittelalterlichen Stadtmauer | 09220093 |
| Weitere Bilder | Alte Lohgerberei, heute Wohnhaus (zwei Hausteile), mit Seitenflügel im Hof und rückwärtiger Hofmauer                                                                                               | Lange Straße 19 (Karte)             | 3. Drittel 17. Jh. (Wohnhaus)                                                  | baugeschichtlich, ortsgeschichtlich und städtebaulich von Bedeutung, im Innenhof Holzgalerie und Teil der mittelalterlichen Stadtmauer | 09221191 |
| Weitere Bilder | Wohnhaus in geschlossener Bebauung, mit Seitenflügel im Hof | Lange Straße 20 (Karte)             | 1801/1815 (Wohnhaus)                                                           | baugeschichtlich und städtebaulich von Bedeutung | 09220094 |
| Weitere Bilder | Wohnhaus (einst zwei Häuser) in geschlossener Bebauung, mit zwei Hinterhäusern und einem Mittelflügel zwischen zwei Innenhöfen                                                                     | Lange Straße 21 (Karte)             | 17./18. Jh. (Wohnhaus)                                                         | baugeschichtlich und städtebaulich von Bedeutung, im Kern Renaissancebauten, mit Katzentreppengiebel | 09220095 |
| Weitere Bilder | Wohnhaus in geschlossener Bebauung, mit Seitenflügel im Hof und Hinterhaus | Lange Straße 22 (Karte)             | 17./18. Jh. (Wohnhaus)                                                         | baugeschichtlich und städtebaulich von Bedeutung, im Kern ein Renaissancebau, Dach mit übereinanderliegenden Schleppgauben | 09220096 |
| Weitere Bilder | Wohnhaus in geschlossener Bebauung, mit zwei Seitenflügeln im Hof und Hofmauer | Lange Straße 23 (Karte)             | bezeichnet 1790, im Kern älter (Wohnhaus)                                      | baugeschichtlich und städtebaulich von Bedeutung, einfacher Barockbau mit Korbbogenportal, dazu die Reste der mittelalterlichen Stadtmauer im Hof | 09220097 |
| Weitere Bilder | Wohnhaus in geschlossener Bebauung, mit Seitenflügel im Hof | Lange Straße 24 (Karte)             | 17. Jh. (Wohnhaus)                                                             | baugeschichtlich und städtebaulich von Bedeutung, ein Renaissancebau mit Katzentreppengiebel | 09220098 |
| Weitere Bilder | Wohnhaus in halboffener Bebauung | Lange Straße 25 (Karte)             | bezeichnet 1740 (Wohnhaus), um 1850 (Hinterhaus)                               | Wohnhaus in halboffener Bebauung, nördlich anschließender Wehrgang der mittelalterlichen Stadtmauer und Hinterhaus (am Steinplatz); baugeschichtlich, künstlerisch, kunstgeschichtlich und städtebaulich von Bedeutung, repräsentativer Barockbau mit Kolossalpilastern, Korbbogenportal und mächtigem Mansarddach | 09220099 |
| Weitere Bilder | Brunnentrog | Lange Straße 25 (neben) (Karte)     | bezeichnet 1768 (Brunnen)                                                      | technikgeschichtlich und ortsbildprägend von Bedeutung, barocker Sandsteinbrunnen | 09220100 |
| Weitere Bilder | Wohnhaus, Eckhaus in geschlossener Bebauung | Lange Straße 29 (Karte)             | 2. Hälfte 17. Jh. (Wohnhaus)                                                   | baugeschichtlich, hausgeschichtlich und städtebaulich von Bedeutung, im Kern ein Renaissancebau, mit klassizistischem Portal zur Langen Straße und barockem Portal zur Niederen Burgstraße, hohes Walmdach mit zahlreichen Fledermausgauben | 09220101 |
| Weitere Bilder | Wohnhaus, Eckhaus in geschlossener Bebauung | Lange Straße 30 (Karte)             | um 1600 (Wohnhaus)                                                             | baugeschichtlich, künstlerisch und städtebaulich von Bedeutung, prächtiges Renaissancegebäude mit aufwändigem Volutengiebel, barocke Portale | 09220105 |
| Weitere Bilder | Wohnhaus in geschlossener Bebauung, mit Seitenflügel im Hof | Lange Straße 31 (Karte)             | 17. Jh. (Wohnhaus)                                                             | baugeschichtlich und städtebaulich von Bedeutung, schlichter Barockbau mit Durchfahrtsportal und Segmentbogenöffnungen im Erdgeschoss, im Hof Arkaden | 09220106 |
| Weitere Bilder | Straßenfassade eines Wohnhauses in geschlossener Bebauung | Lange Straße 32 (Karte)             | 17. Jh. (Fassade)                                                              | baugeschichtlich und städtebaulich von Bedeutung, mit Sitznischenportal und großen Segmentbogenöffnungen im Erdgeschoss (nur noch Straßenfassade erhalten) | 09220107 |
| Weitere Bilder | Wohnhaus, Eckhaus in geschlossener Bebauung | Lange Straße 35 (Karte)             | 18. Jh. (Wohnhaus)                                                             | mit Ladenfront, baugeschichtlich und städtebaulich von Bedeutung, schlichter Barockbau | 09220110 |
| Weitere Bilder | Wohnhaus in geschlossener Bebauung | Lange Straße 36 (Karte)             | um 1850, im Kern älter (Wohnhaus)                                              | städtebaulich von Bedeutung | 09227730 |
| Weitere Bilder | Wohnhaus in geschlossener Bebauung | Lange Straße 37 (Karte)             | 17. Jh. (Wohnhaus)                                                             | baugeschichtlich und städtebaulich von Bedeutung, ein Renaissancebau | 09220111 |
| Weitere Bilder | Wohnhaus in geschlossener Bebauung | Lange Straße 38 (Karte)             | 17. Jh., später überformt (Wohnhaus)                                           | baugeschichtlich und städtebaulich von Bedeutung, im Kern ein Renaissancebau, prägender Umbau zum Dreigaupenhaus im 19. Jh. | 09220112 |
| Weitere Bilder | Wohnhaus in geschlossener Bebauung | Lange Straße 38a (links) (Karte)    | 1911–1913 (Wohnhaus)                                                           | baugeschichtlich und städtebaulich von Bedeutung, ein Bau im Reformstil der Zeit um 1910, aufwändige Fassade, Haus ursprünglich gestaltet wie Nummer 38a (rechts), die für den Bau zur Hälfte abgerissen wurde | 09220113 |
| Weitere Bilder | Wohnhaus, Eckhaus in geschlossener Bebauung | Lange Straße 38a (rechts) (Karte)   | 16. Jh. (Wohnhaus)                                                             | baugeschichtlich, künstlerisch, kunstgeschichtlich und städtebaulich von Bedeutung, äußerst repräsentativer und stattlicher Renaissancebau mit Katzentreppengiebel zur Badergasse, Eckerker aus dem 18. Jh. und spätgotisches spitzbogiges Sitznischenportal zur Langen Straße | 09220114 |
| Weitere Bilder | Gaststätte Saxonia (ehem.) | Lange Straße 39 (Karte)             | Ende 16. Jh. (Wohnhaus)                                                        | Wohnhaus in geschlossener Bebauung (bauliche Einheit mit Badergasse 4); baugeschichtlich, ortsgeschichtlich und städtebaulich von Bedeutung, ehemalige Gaststätte »Saxonia«, langer Baukörper mit rundbogiger Einfahrt, im Kern ein Renaissancebau | 09220115 |
| Weitere Bilder | Wohnhaus in geschlossener Bebauung | Lange Straße 42 (Karte)             | Ende 18. Jh. (Wohnhaus)                                                        | städtebaulich von Bedeutung | 09227455 |
| Weitere Bilder | Wohnhaus in geschlossener Bebauung | Lange Straße 43 (Karte)             | 16. Jh., Umbau 17. Jh. (Wohnhaus)                                              | baugeschichtlich, künstlerisch und städtebaulich von Bedeutung, repräsentativer Renaissancebau mit schönem barocken Portal (Hauszeichen Fass) und straßenbildprägendem Erker | 09220116 |
|                | Wohnhaus in geschlossener Bebauung und Seitenflügel im Hof | Lange Straße 44 (Karte)             | um 1600 (Wohnhaus)                                                             | baugeschichtlich und städtebaulich von Bedeutung, im Kern ein Renaissancebau, in der Gründerzeit überformt, Ladenfront | 09220117 |
| Weitere Bilder | Wohnhaus in geschlossener Bebauung (bauliche Einheit mit Nr. 45b) | Lange Straße 45 (Karte)             | 1889 (Sitznischenportal um 1550)                                               | mit Laden, baugeschichtlich und städtebaulich von Bedeutung, ein Gründerzeithaus, Sitznischenportal der Renaissancezeit vom Vorgängerbau in der Eingangsnische wieder eingebaut | 09220118 |
| Weitere Bilder | Wohnhaus in geschlossener Bebauung (bauliche Einheit mit Nr. 45) | Lange Straße 45b (Karte)            | 1889 (Wohnhaus)                                                                | baugeschichtlich und städtebaulich von Bedeutung, ein Gründerzeithaus | 09220119 |
| Weitere Bilder | Wohnhaus in geschlossener Bebauung, mit Hinterhaus | Lange Straße 46 (links) (Karte)     | Ende 16. Jh. (Wohnhaus)                                                        | baugeschichtlich und städtebaulich von Bedeutung, im Kern ein Renaissancebau mit Toreinfahrt und zwei Dachhechten | 09220121 |
| Weitere Bilder | Wohnhaus, Eckhaus in geschlossener Bebauung | Lange Straße 46 (rechts) (Karte)    | Ende 16. Jh. (Wohnhaus)                                                        | baugeschichtlich und städtebaulich von Bedeutung, im Kern ein Renaissancebau (mit späterem Dachausbau) | 09220120 |
| Weitere Bilder | Wohnhaus, Eckhaus (ein Gebäude mit Schmiedestraße 42) | Marktgasse 1 (Karte)                | bezeichnet 1733 (Wohnhaus)                                                     | baugeschichtlich, künstlerisch und städtebaulich von Bedeutung, repräsentativer Barockbau | 09220234 |
| Weitere Bilder | Mietshaus in geschlossener Bebauung, Eckhaus | Marktgasse 2 (Karte)                | Ende 19. Jh. (Mietshaus)                                                       | mit originaler Ladenfront, baugeschichtlich und städtebaulich von Bedeutung, Klinkerfassade mit Eckerker, platzbildprägende Lage Am Markt | 09220235 |
| Weitere Bilder | Mietshaus (zwei Hausteile) in geschlossener Bebauung, Eckhaus | Marktgasse 3 (Karte)                | 1880er Jahre (Mietshaus)                                                       | baugeschichtlich und städtebaulich von Bedeutung, ein Gründerzeithaus (Putzfassade) mit Eckbetonung und originaler Ladenfront, platzbildprägende Lage Am Markt | 09220236 |
| Weitere Bilder | Blechschmidthaus; Hotel Deutsches Haus | Niedere Burgstraße 1 (Karte)        | 1544 (Wohnhaus)                                                                | Wohnhaus (später Hotel), in Ecklage; baugeschichtlich, künstlerisch, kunstgeschichtlich, städtebaulich und ortsgeschichtlich von Bedeutung, ein Renaissancegebäude mit prächtigem Sitznischenportal und Volutengiebel, ortsbildprägende Lage am Kirchplatz | 09220246 |
| Weitere Bilder | Hotel Deutsches Haus | Niedere Burgstraße 2 (Karte)        | 2. Hälfte 16. Jh., Fassade um 1700 (Wohnhaus)                                  | Wohnhaus (später Hotel) in geschlossener Bebauung; baugeschichtlich und städtebaulich von Bedeutung, mit Sitznischenportal | 09220247 |
| Weitere Bilder | Wohnhaus in geschlossener Bebauung | Niedere Burgstraße 3 (Karte)        | Ende 16. Jh. (Wohnhaus)                                                        | baugeschichtlich und städtebaulich von Bedeutung, ein Renaissancebau | 09220248 |
| Weitere Bilder | Wohnhaus in geschlossener Bebauung (das Hinterhaus siehe Fleischergasse 4) | Niedere Burgstraße 4 (Karte)        | 17. Jh. (Wohnhaus)                                                             | baugeschichtlich und städtebaulich von Bedeutung, im Kern ein Renaissancebau | 09220249 |
| Weitere Bilder | Wohnhaus in geschlossener Bebauung | Niedere Burgstraße 5 (Karte)        | Ende 16. Jh. (Wohnhaus)                                                        | baugeschichtlich und städtebaulich von Bedeutung, ein Renaissancebau (später überformt) | 09220250 |
| Weitere Bilder | Wohnhaus in Ecklage | Niedere Burgstraße 6 (Karte)        | 18. Jh. (Wohnhaus)                                                             | baugeschichtlich und städtebaulich von Bedeutung, mit barocker Tordurchfahrt (im Kern ein Renaissancebau) | 09220251 |
| Weitere Bilder | Teufelserkerhaus | Obere Burgstraße 1 (Karte)          | um 1550 (Wohnhaus)                                                             | Wohnhaus (zwei Gebäudeflügel), in Ecklage; baugeschichtlich, künstlerisch, kunstgeschichtlich, städtebaulich und ortsgeschichtlich von Bedeutung, ein Renaissancegebäude mit prächtigem Eckerker, dieser von einem zierlichen Volutengiebel bekrönt | 09220053 |
| Weitere Bilder | Gotisches Haus | Obere Burgstraße 3 (Karte)          | um 1480 (Wohnhaus)                                                             | Wohnhaus in geschlossener Bebauung; baugeschichtlich, künstlerisch, kunstgeschichtlich, städtebaulich und hausgeschichtlich von Bedeutung, ein giebelständiger Bau der Spätgotik, straßenbildprägender Giebel, barockes Portal | 09220054 |
| Weitere Bilder | Wohnhaus in geschlossener Bebauung, mit Seitenflügel im Hof und rückwärtiger Eingangspforte | Obere Burgstraße 4 (Karte)          | 18. Jh. (Wohnhaus)                                                             | baugeschichtlich und städtebaulich von Bedeutung, Portal wahrscheinlich Renaissance | 09220055 |
| Weitere Bilder | Wohnhaus in geschlossener Bebauung, mit Seitenflügel im Hof | Obere Burgstraße 5 (Karte)          | Fassade nach 1850, im Kern älter (Wohnhaus)                                    | baugeschichtlich und städtebaulich von Bedeutung, ein Gründerzeithaus (im Kern älter), mit Laden | 09220056 |
| Weitere Bilder | Wohnhaus (zwei große Baukörper), in Ecklage (Hinterhaus siehe Obere Burgstraße 6a) | Obere Burgstraße 6 (Karte)          | 18./19. Jh. (Wohnhaus)                                                         | mit Laden, baugeschichtlich und städtebaulich von Bedeutung | 09220057 |
| Weitere Bilder | Wohnhaus in Ecklage (zwei Baukörper), Hinterhaus von Obere Burgstraße 6 | Obere Burgstraße 6a (Karte)         | 18. Jh. (Hinterhaus)                                                           | baugeschichtlich und städtebaulich von Bedeutung | 09225393 |
| Weitere Bilder | Feuerlöschgerätehaus | Obere Burgstraße 6b (Karte)         | bezeichnet 1914 (Feuerwache)                                                   | Feuerwehrgebäude (baulich verbunden mit Obere Burgstraße 7); baugeschichtlich, städtebaulich und ortsgeschichtlich von Bedeutung, im Heimatstil mit Walmdach und schlicht historisierenden Formen | 09220058 |
| Weitere Bilder | Brunnentrog und Treppe zur Gasse Am Schloßberg | Obere Burgstraße 6b (neben) (Karte) | bezeichnet 1851 (Brunnen), 1914 (Treppenanlage)                                | baugeschichtlich, technikgeschichtlich und ortsbildprägend von Bedeutung, klassizistischer Sandsteinbrunnen | 09301674 |
|                | Heil- und Pflegeanstalt Pirna-Sonnenstein: Beamtenwohnhaus, später Krankenhaus, mit Einfriedung und Eingangspavillon (Einzeldenkmal zu ID-Nr. 09221045)                                            | Obere Burgstraße 7 (Karte)          | 1. Drittel 20. Jh. (Bettenhaus)                                                | Einzeldenkmal der Sachgesamtheit Heil- und Pflegeanstalt Pirna-Sonnenstein: Beamtenwohnhaus (baulich verbunden mit Obere Burgstraße 6b), später Krankenhaus, mit Einfriedung und Eingangspavillon (diese ebenso zu Nr. 8 gehörend), (siehe ID-Nr. 09221045); baugeschichtlich, städtebaulich und ortsgeschichtlich von Bedeutung, im Heimatstil mit Walmdach und schlicht historisierenden Formen, ehemals zur Heil- und Pflegeanstalt auf dem Sonnenstein gehörig (ab 1906 Pflegerinnenheim) | 09220059 |
| Weitere Bilder | Amtshauptmannschaft | Obere Burgstraße 9 (Karte)          | um 1900 (Amtshauptmannschaft)                                                  | Gebäude der ehemaligen Amtshauptmannschaft Pirna (zwei Baukörper, heute Polizeigebäude) und Nebengebäude im Hof; baugeschichtlich, städtebaulich und ortsgeschichtlich von Bedeutung, stattlicher Gründerzeitbau, im Kern vermutlich älter | 09220061 |
| Weitere Bilder | Wohnhaus in halboffener Bebauung | Obere Burgstraße 10 (Karte)         | 16./17. Jh. (Wohnhaus)                                                         | baugeschichtlich und städtebaulich von Bedeutung, schlichter Barockbau mit Korbbogenportal | 09220062 |
| Weitere Bilder | Wohnhaus, Eckhaus (bildet bauliche Einheit mit Haus Nr. 12) | Obere Burgstraße 11 (Karte)         | 18. Jh., später überformt (Wohnhaus)                                           | mit Ladenfront, baugeschichtlich und städtebaulich von Bedeutung, schlichter Barockbau | 09220063 |
| Weitere Bilder | Wohnhaus in geschlossener Bebauung (bildet bauliche Einheit mit Haus Nr. 11) | Obere Burgstraße 12 (Karte)         | 18. Jh., später überformt (Wohnhaus)                                           | baugeschichtlich und städtebaulich von Bedeutung, schlichter Barockbau, Fassade mit Dekorationsmalerei im Jugendstil | 09220064 |
| Weitere Bilder | Wohnhaus, Eckhaus | Obere Burgstraße 13 (Karte)         | 18. Jh. (Wohnhaus)                                                             | mit Laden, baugeschichtlich und städtebaulich von Bedeutung, mit der Gebäuderückseite ortsbildprägende Lage am Kirchplatz | 09220065 |
| Weitere Bilder | Alte Knabenschule | Obere Burgstraße 14 (Karte)         | Ende 16. Jh., Umbau um 1720 (Wohnhaus)                                         | Ehemalige Schule; frei stehendes Gebäude, im Kern ein Renaissancebau, markantes Mansard-Satteldach, ortsbildprägende Lage am Kirchplatz, baugeschichtlich, ortsgeschichtlich und städtebaulich von Bedeutung | 09220066 |
| Weitere Bilder | Erlpeterbrunnen: Brunnen an der Giebelseite von Haus Nr. 14 | Obere Burgstraße 14 (vor) (Karte)   | bezeichnet 1908 (Brunnen)                                                      | ortsgeschichtlich und künstlerisch von Bedeutung | 09220052 |
| Weitere Bilder | Wohnhaus in geschlossener Bebauung (ein Grundstück mit Kirchplatz 11) | Schloßstraße 1 (Karte)              | bezeichnet 1790 oder 1796 (Wohnhaus)                                           | baugeschichtlich und städtebaulich von Bedeutung, langer barocker Bau mit Mansarddach und Segmentbogenportal | 09220074 |
| Weitere Bilder | Wohnhaus in geschlossener Bebauung, in Ecklage | Schloßstraße 2 (Karte)              | 16. Jh. (Wohnhaus)                                                             | mit Ladeneinbau, baugeschichtlich, hausgeschichtlich und städtebaulich von Bedeutung, giebelständiges Haus | 09220075 |
| Weitere Bilder | Wohnhaus in Ecklage | Schloßstraße 3 (Karte)              | um 1600 (Wohnhaus)                                                             | mit Ladenfront, baugeschichtlich und städtebaulich von Bedeutung, im Kern ein Renaissancebau | 09220078 |
| Weitere Bilder | Wohnhaus in geschlossener Bebauung | Schloßstraße 4 (Karte)              | bezeichnet 1887 (Wohnhaus)                                                     | baugeschichtlich, künstlerisch und städtebaulich von Bedeutung, ein Gründerzeithaus mit schöner, noch spätklassizistisch wirkender Fassade und originaler Ladenfront | 09220076 |
| Weitere Bilder | Wohnhaus in geschlossener Bebauung | Schloßstraße 5 (Karte)              | 17. Jh. (Wohnhaus)                                                             | mit Ladeneinbau, baugeschichtlich und städtebaulich von Bedeutung, im Kern ein Renaissancebau | 09220077 |
| Weitere Bilder | Wohnhaus in geschlossener Bebauung | Schloßstraße 7 (Karte)              | 16. Jh. (Wohnhaus)                                                             | baugeschichtlich und städtebaulich von Bedeutung, ein Renaissancebau mit barockem Korbbogenportal | 09220067 |
| Weitere Bilder | Wohnhaus in geschlossener Bebauung und zwei Seitenflügeln | Schloßstraße 8 (Karte)              | um 1750 (Wohnhaus)                                                             | Wohnhaus in geschlossener Bebauung und zwei Seitenflügeln im Hof (ein Grundstück mit Schmiedestraße 55); mit Ladenfront, baugeschichtlich und städtebaulich von Bedeutung, ein Barockbau | 09220068 |
| Weitere Bilder | Wohnhaus in geschlossener Bebauung und Seitenflügel im Hof (ein Grundstück mit Schmiedestraße 54)                                                                                                  | Schloßstraße 9 (Karte)              | um 1600 (Wohnhaus)                                                             | mit Ladenfront, baugeschichtlich und städtebaulich von Bedeutung, im Kern ein Renaissancebau, mit Katzentreppengiebel | 09220069 |
| Weitere Bilder | Wohnhaus in geschlossener Bebauung (ein Grundstück mit Schmiedestraße 53) | Schloßstraße 10 (Karte)             | 17. Jh. (Wohnhaus)                                                             | mit Ladeneinbau, baugeschichtlich und städtebaulich von Bedeutung, im Kern ein Renaissancebau, Ladenfront 19. Jh. | 09220070 |
| Weitere Bilder | Wohnhaus in geschlossener Bebauung (baulich verbunden mit Schloßstraße 12, vermutlich ehemals ein Grundstück mit Schmiedestraße 52)                                                                | Schloßstraße 11 (Karte)             | 17./18. Jh. (Wohnhaus)                                                         | baugeschichtlich und städtebaulich von Bedeutung, im Kern ein Renaissancebau, mit Sitznischenportal, im Erdgeschoss großer Bogen eines Ladeneinbaus | 09220071 |
| Weitere Bilder | Wohnhaus in geschlossener Bebauung (baulich verbunden mit Schloßstraße 11 und ein Grundstück mit Schmiedestraße 51)                                                                                | Schloßstraße 12 (Karte)             | 17. Jh. (Wohnhaus)                                                             | mit Ladeneinbau, baugeschichtlich und städtebaulich von Bedeutung, im Kern ein Renaissancebau | 09220072 |
| Weitere Bilder | Wohnhaus in (ehemals) geschlossener Bebauung | Schloßstraße 13 (Karte)             | 1. Hälfte 16. Jh. (Wohnhaus)                                                   | Wohnhaus in (ehemals) geschlossener Bebauung, mit zwei Seitenflügeln im Hof (Durchgangshaus, ein Grundstück mit Schmiedestraße 50); baugeschichtlich und städtebaulich von Bedeutung, ein Renaissancebau mit Sitznischenportal und Erker, straßenbildprägender Blendbogengiebel. | 09220073 |
| Weitere Bilder | Bronzeplastik eines Ziegenbocks (im Hof des Grundstücks) | Schloßstraße 13 (Karte)             | 1970er Jahre (Tierplastik)                                                     | künstlerisch von Bedeutung, Künstlerin: Hildegard Jahn-Wiegel, Dresden | 09223763 |
| Weitere Bilder | Mietshaus in geschlossener Bebauung, Eckhaus, mit Hinterhaus | Schmiedestraße 1 (Karte)            | bezeichnet 1898 (Mietshaus)                                                    | baugeschichtlich und städtebaulich von Bedeutung, ein Gründerzeitgebäude mit Eckbetonung, vielleicht älterer Kern | 09220143 |
| Weitere Bilder | Hinterhaus (das Vorderhaus ein Neubau) | Schmiedestraße 2 (Karte)            | 18. Jh. (Hinterhaus)                                                           | baugeschichtlich und städtebaulich von Bedeutung, vermutlich auf die Stadtmauer gebaut | 09227084 |
| Weitere Bilder | Wohnhaus (in einer Seitengasse), mit Hinterhaus und Resten der Stadtmauer | Schmiedestraße 3 (Karte)            | 18. Jh. (Wohnhaus)                                                             | baugeschichtlich und städtebaulich von Bedeutung, Haus mit barockem gebrochenen Dach | 09220144 |
| Weitere Bilder | Wohnhaus (in einer Seitengasse), mit Resten der Stadtmauer | Schmiedestraße 4 (Karte)            | 18. Jh. (Wohnhaus)                                                             | baugeschichtlich und städtebaulich von Bedeutung | 09220145 |
| Weitere Bilder | Wohnhaus, Eckhaus in geschlossener Bebauung | Schmiedestraße 5 (Karte)            | 17. Jh. (Wohnhaus)                                                             | baugeschichtlich und städtebaulich von Bedeutung, ein Renaissancebau | 09220146 |
| Weitere Bilder | Wohnhaus in geschlossener Bebauung | Schmiedestraße 6 (Karte)            | 18. Jh. (Wohnhaus)                                                             | baugeschichtlich und städtebaulich von Bedeutung | 09227083 |
| Weitere Bilder | Wohnhaus in geschlossener Bebauung | Schmiedestraße 7 (Karte)            | 17. Jh. (Wohnhaus)                                                             | baugeschichtlich und städtebaulich von Bedeutung | 09220147 |
| Weitere Bilder | Stadtgefängnis | Schmiedestraße 8 (Karte)            | 17. Jh. (Gefängnis)                                                            | Gefängnis, Eckhaus in geschlossener Bebauung; baugeschichtlich, ortsgeschichtlich und städtebaulich von Bedeutung, ehemalige Fronfeste, jetzt Wohnhaus | 09220148 |
| Weitere Bilder | Wohnhaus, in Ecklage, mit zwei Seitenflügeln im Hof und Hinterhaus | Schmiedestraße 9 (Karte)            | 18. Jh. (Wohnhaus)                                                             | baugeschichtlich und städtebaulich von Bedeutung | 09227082 |
| Weitere Bilder | Wohnhaus in geschlossener Bebauung | Schmiedestraße 10 (Karte)           | bezeichnet 1724 (Wohnhaus)                                                     | Wohnhaus in geschlossener Bebauung, mit Seitenflügel im Hof und Hinterhaus, im Garten Reste der mittelalterlichen Stadtmauer; baugeschichtlich und städtebaulich von Bedeutung, mit schönem Portal | 09220149 |
| Weitere Bilder | Wohnhaus in geschlossener Bebauung | Schmiedestraße 11 (Karte)           | 17. Jh. (Wohnhaus)                                                             | baugeschichtlich und städtebaulich von Bedeutung, im Kern ein Renaissancebau | 09220150 |
| Weitere Bilder | Wohnhaus in geschlossener Bebauung | Schmiedestraße 12 (Karte)           | 17. Jh., später überformt (Wohnhaus)                                           | mit Ladeneinbau, baugeschichtlich und städtebaulich von Bedeutung, im Kern ein Renaissancebau | 09220151 |
| Weitere Bilder | Wohnhaus in geschlossener Bebauung, mit Hinterhaus | Schmiedestraße 13 (Karte)           | 17. Jh. (Wohnhaus)                                                             | baugeschichtlich und städtebaulich von Bedeutung, im Kern ein Renaissancebau | 09227081 |
| Weitere Bilder | Wohnhaus in geschlossener Bebauung, mit Hinterhaus | Schmiedestraße 14 (Karte)           | 17. Jh. (Wohnhaus)                                                             | baugeschichtlich und städtebaulich von Bedeutung, im Kern ein Renaissancebau | 09220152 |
| Weitere Bilder | Wohnhaus in geschlossener Bebauung | Schmiedestraße 15 (Karte)           | 17. Jh. (Wohnhaus)                                                             | mit Ladeneinbau, baugeschichtlich und städtebaulich von Bedeutung, im Kern ein Renaissancebau, barockes Korbbogenportal | 09220153 |
| Weitere Bilder | Fassade eines Wohnhauses in geschlossener Bebauung | Schmiedestraße 16 (Karte)           | 17. Jh. (Fassade)                                                              | mit öffentlicher Durchfahrt und originaler Ladenfront, baugeschichtlich und städtebaulich von Bedeutung, ehemals im Kern ein Renaissancebau, die Ladenfront 19. Jh. | 09220154 |
| Weitere Bilder | Wohnhaus (zwei Hausteile) in geschlossener Bebauung und Hinterhaus | Schmiedestraße 17 (Karte)           | 18. Jh. (Wohnhaus)                                                             | mit Ladeneinbau, baugeschichtlich und städtebaulich von Bedeutung | 09221206 |
| Weitere Bilder | Wohnhaus in geschlossener Bebauung, mit Seitenflügel im Hof | Schmiedestraße 18 (Karte)           | bezeichnet 1797 (Wohnhaus)                                                     | baugeschichtlich und städtebaulich von Bedeutung, schlichter Barockbau mit Korbbogenportal | 09220155 |
| Weitere Bilder | Tetzelhaus | Schmiedestraße 19 (Karte)           | 1381 Dendro (Wohnhaus), Ende 16. Jh., im Kern älter (Wohnhaus)                 | Wohnhaus in geschlossener Bebauung mit Hinterhaus und Resten der mittelalterlichen Stadtmauer; baugeschichtlich, künstlerisch, kunsthistorisch, hausgeschichtlich und städtebaulich von Bedeutung, bedeutender Renaissancebau mit zwei Sitznischenportalen, im Kern mittelalterlich (verwendetes Holz 1381 geschlagen) | 09220156 |
| Weitere Bilder | Wohnhaus in geschlossener Bebauung | Schmiedestraße 20 (Karte)           | 1657 Dendro, 2. Obergeschoss (Wohnhaus), 1660 Dendro, Dach (Wohnhaus)          | mit Ladeneinbau, baugeschichtlich und städtebaulich von Bedeutung, im Kern ein Renaissancebau | 09220157 |
| Weitere Bilder | Wohnhaus in geschlossener Bebauung und Hofbebauung (zwei Seitenflügel und Hinterhaus) | Schmiedestraße 21 (Karte)           | Ende 19. Jh., im Kern älter (18. Jh.)                                          | mit originaler Ladenfront, baugeschichtlich und städtebaulich von Bedeutung, ein Gründerzeitgebäude mit barockem Korbbogenportal an der Hoffassade, im Hof ein barockes Gebäude mit Mansarddach | 09220158 |
|                | Wohnhaus in geschlossener Bebauung, mit zwei Seitenflügeln im Hof und Resten der mittelalterlichen Stadtmauer                                                                                      | Schmiedestraße 22 (Karte)           | 2. Hälfte 17. Jh. (Wohnhaus)                                                   | baugeschichtlich und städtebaulich von Bedeutung, im Innern schönes Treppenhaus | 09220159 |
|                | Wohnhaus in geschlossener Bebauung und zwei Seitenflügel im Hof und Hinterhaus (mit Resten der mittelalterlichen Stadtmauer)                                                                       | Schmiedestraße 23 (Karte)           | Ende 18. Jh. (Wohnhaus)                                                        | Wohnhaus mit originaler Ladenfront, baugeschichtlich und städtebaulich von Bedeutung, Ladenfront des 19. Jh., Hofgebäude mit Galerien | 09220160 |
|                | Wohnhaus in geschlossener Bebauung und Seitenflügel im Hof | Schmiedestraße 24 (Karte)           | um 1850 (Wohnhaus)                                                             | mit originaler Ladenfront, baugeschichtlich und städtebaulich von Bedeutung, Ladenfront des 19. Jh. | 09227080 |
|                | Wohnhaus in geschlossener Bebauung und Seitenflügel im Hof | Schmiedestraße 25 (Karte)           | Ende 18. Jh. (Wohnhaus)                                                        | mit Ladeneinbau, baugeschichtlich und städtebaulich von Bedeutung | 09220161 |
|                | Wohnhaus in geschlossener Bebauung | Schmiedestraße 26 (Karte)           | Ende 17. Jh. (Wohnhaus)                                                        | mit Ladenfront, baugeschichtlich und städtebaulich von Bedeutung, im Kern ein Renaissancebau | 09220162 |
| Weitere Bilder | Wohnhaus in geschlossener Bebauung, mit Seitenflügel im Hof und Hinterhaus | Schmiedestraße 27 (Karte)           | bezeichnet 1795, Umbau Ende 19. Jh. (Wohnhaus)                                 | mit Ladenfront, baugeschichtlich und städtebaulich von Bedeutung, Ladenfront 19. Jh., Gründerzeitfassade, barocke Tordurchfahrt, im Kern vermutlich noch älter (Renaissancezeit) | 09220163 |
| Weitere Bilder | Mietshaus in geschlossener Bebauung, mit Seitenflügel im Hof und Hinterhaus | Schmiedestraße 28 (Karte)           | Ende 19. Jh. (Mietshaus)                                                       | originale Ladenfront, baugeschichtlich und städtebaulich von Bedeutung, ein Gründerzeithaus (Klinkerfassade) | 09220164 |
|                | Mietshaus in geschlossener Bebauung und Hinterhaus | Schmiedestraße 29 (Karte)           | Ende 19. Jh. (Mietshaus)                                                       | mit originaler Ladenfront, baugeschichtlich und städtebaulich von Bedeutung, ein Gründerzeithaus (Klinkerfassade) | 09220165 |
|                | Mietshaus in geschlossener Bebauung | Schmiedestraße 30 (Karte)           | Ende 19. Jh. (Mietshaus)                                                       | originale Ladenfront, baugeschichtlich und städtebaulich von Bedeutung, ein Gründerzeithaus (Putzfassade) | 09220166 |
| Weitere Bilder | Mietshaus in geschlossener Bebauung, Eckhaus | Schmiedestraße 31 (Karte)           | Ende 19. Jh. (Mietshaus)                                                       | baugeschichtlich und städtebaulich von Bedeutung, ein Gründerzeithaus (Putzfassade) | 09220167 |
| Weitere Bilder | Wohnhaus in geschlossener Bebauung, Eckhaus | Schmiedestraße 32 (Karte)           | 1880er Jahre (Wohnhaus)                                                        | mit originaler Ladenfront, baugeschichtlich, künstlerisch und städtebaulich von Bedeutung, ein Gründerzeithaus mit schöner Putzfassade im Stil der Neorenaissance | 09220122 |
| Weitere Bilder | Wohnhaus in geschlossener Bebauung | Schmiedestraße 32 b (Karte)         | 17. Jh. (Wohnhaus)                                                             | baugeschichtlich und städtebaulich von Bedeutung, im Kern ein Renaissancebau | 09220123 |
| Weitere Bilder | Zwei Wohnhäuser in geschlossener Bebauung (ein Grundstück) | Schmiedestraße 33; 34 (Karte)       | Ende 17. Jh. (Wohnhaus)                                                        | baugeschichtlich und städtebaulich von Bedeutung | 09220124 |
| Weitere Bilder | Wohnhaus in geschlossener Bebauung | Schmiedestraße 35 (Karte)           | 17. Jh. (Wohnhaus)                                                             | baugeschichtlich und städtebaulich von Bedeutung, Ladenfront aus dem 19. Jh. | 09220125 |
| Weitere Bilder | Wohnhaus in geschlossener Bebauung | Schmiedestraße 36 (Karte)           | 18. Jh. (Wohnhaus)                                                             | baugeschichtlich und städtebaulich von Bedeutung, Ladenfront aus dem 19. Jh. | 09227079 |
| Weitere Bilder | Wohnhaus in geschlossener Bebauung | Schmiedestraße 37 (Karte)           | um 1550 (Wohnhaus)                                                             | baugeschichtlich, künstlerisch, kunsthistorisch und städtebaulich von Bedeutung, giebelständiger Renaissancebau mit Volutengiebel | 09220126 |
| Weitere Bilder | Wohnhaus in geschlossener Bebauung | Schmiedestraße 38 (Karte)           | 18. Jh. (Wohnhaus)                                                             | baugeschichtlich und städtebaulich von Bedeutung, Ladenfront aus dem 19. Jh. | 09221205 |
| Weitere Bilder | Wohnhaus in geschlossener Bebauung | Schmiedestraße 39 (Karte)           | 18. Jh. (Wohnhaus)                                                             | baugeschichtlich und städtebaulich von Bedeutung, schöne Ladenfront bezeichnet 1887 | 09220127 |
| Weitere Bilder | Wohnhaus in geschlossener Bebauung | Schmiedestraße 40 (Karte)           | 18. Jh. (Wohnhaus)                                                             | mit Ladeneinbau, baugeschichtlich und städtebaulich von Bedeutung | 09220128 |
| Weitere Bilder | Wohnhaus (zwei Hausteile) in geschlossener Bebauung, mit Hinterhaus | Schmiedestraße 41 (Karte)           | bezeichnet 1560 (Wohnhaus)                                                     | baugeschichtlich und städtebaulich von Bedeutung, im Kern ein Renaissancebau, mit Sitznischenportal | 09220129 |
| Weitere Bilder | Wohnhaus in geschlossener Bebauung, Eckhaus (ein Gebäude mit Marktgasse 1) | Schmiedestraße 42 (Karte)           | bez. 1773 (Wohnhaus)                                                           | baugeschichtlich, künstlerisch und städtebaulich von Bedeutung, ein repräsentativer Barockbau | 09220130 |
| Weitere Bilder | Wohnhaus in geschlossener Bebauung, Eckhaus | Schmiedestraße 43 (Karte)           | 1610–1613 Dendro (Wohnhaus)                                                    | baugeschichtlich und städtebaulich von Bedeutung | 09227078 |
| Weitere Bilder | Wohnhaus in geschlossener Bebauung und Seitenflügel im Hof (ein Grundstück mit Am Markt 12) | Schmiedestraße 44 (Karte)           | 17. Jh. (Wohnhaus)                                                             | Ladeneinbau, baugeschichtlich und städtebaulich von Bedeutung, im Kern ein Renaissancebau, mit großer Tordurchfahrt | 09220131 |
| Weitere Bilder | Wohnhaus in geschlossener Bebauung | Schmiedestraße 45 (Karte)           | um 1550 (Wohnhaus)                                                             | baugeschichtlich und städtebaulich von Bedeutung, im Kern ein Renaissancebau, Ladenfront aus dem 19. Jh. | 09220132 |
| Weitere Bilder | Wohnhaus in geschlossener Bebauung (ein Grundstück mit Am Markt 10) | Schmiedestraße 46 (Karte)           | 1920er Jahre (Wohnhaus)                                                        | mit Ladenfront, baugeschichtlich und städtebaulich von Bedeutung, Hausfassade im Reformstil der Zeit nach 1910, im Kern vermutlich älter | 09220133 |
| Weitere Bilder | Wohnhaus in geschlossener Bebauung, mit Seitenflügel im Hof (ein Grundstück mit Am Markt 9) | Schmiedestraße 47 (Karte)           | bezeichnet 1670 (Wohnhaus)                                                     | baugeschichtlich und städtebaulich von Bedeutung, ein Renaissancebau mit rundbogiger Toreinfahrt | 09220134 |
| Weitere Bilder | Wohnhaus in halboffener Bebauung, Eckhaus (ein Grundstück mit Am Markt 8) | Schmiedestraße 48 (Karte)           | 16. Jh. (Wohnhaus)                                                             | baugeschichtlich und städtebaulich von Bedeutung, ein Renaissancebau mit barocker Toreinfahrt | 09220135 |
| Weitere Bilder | Wohnhaus in (ehemals) geschlossener Bebauung, Eckhaus | Schmiedestraße 49 (Karte)           | 1. Hälfte 17. Jh. (Wohnhaus)                                                   | baugeschichtlich und städtebaulich von Bedeutung, im Kern ein Renaissancebau mit straßenbildprägendem Eckerker, Wendelstein zum Hof, Erdgeschossfenster 1928 vergrößert, Giebel 1975 vereinfacht | 09220136 |
| Weitere Bilder | Wohnhaus in geschlossener Bebauung, mit zwei Seitenflügeln im Hof | Schmiedestraße 50 (Karte)           | 18. Jh. (Wohnhaus)                                                             | Wohnhaus in geschlossener Bebauung, mit zwei Seitenflügeln im Hof (Durchgangshaus, ein Grundstück mit Schloßstraße 13); baugeschichtlich und städtebaulich von Bedeutung, mit barockem Segmentbogenportal | 09220137 |
| Weitere Bilder | Fassade eines Wohnhauses in geschlossener Bebauung | Schmiedestraße 52 (Karte)           | Ende 17. Jh. (Fassade)                                                         | Fassade eines Wohnhauses in geschlossener Bebauung (heute ein Gebäude mit Schmiedestraße 51 und vermutlichein ehemals ein Grundstück mit Schloßstraße 11); baugeschichtlich und städtebaulich von Bedeutung, ehemals im Kern ein Renaissancebau | 09220139 |
| Weitere Bilder | Wohnhaus in geschlossener Bebauung (ein Grundstück mit Schloßstraße 10) | Schmiedestraße 53 (Karte)           | Ende 17. Jh. (Wohnhaus)                                                        | baugeschichtlich und städtebaulich von Bedeutung | 09220140 |
| Weitere Bilder | Wohnhaus in geschlossener Bebauung, mit Seitenflügel im Hof (ein Grundstück mit Schloßstraße 9) | Schmiedestraße 54 (Karte)           | 16. Jh. (Wohnhaus)                                                             | baugeschichtlich und städtebaulich von Bedeutung, im Kern ein Renaissancebau | 09220141 |
| Weitere Bilder | Wohnhaus in geschlossener Bebauung (zwei Gebäudeteile, ein Grundstück mit Schloßstraße 8) | Schmiedestraße 55 (Karte)           | 2. Hälfte 19. Jh., im Kern älter (18. Jh.)                                     | baugeschichtlich und städtebaulich von Bedeutung | 09220142 |
| Weitere Bilder | Wohnhaus in geschlossener Bebauung und Seitenflügel zum Hof (zum Grundstück gehört Am Markt 14) | Schössergasse 1 (Karte)             | um 1875 (Vorderhaus), um 1900 (Laden), im Kern 15. bis 18. Jh. (Hintergebäude) | baugeschichtlich und städtebaulich von Bedeutung, repräsentative Gründerzeitfassade (im Kern älter), schöne Ladenfront um 1900 | 09220219 |
| Weitere Bilder | Haus zum Ochsenkopf | Schössergasse 2 (Karte)             | bezeichnet 1745 am Ochsenkopf (Wohnhaus)                                       | Wohnhaus in geschlossener Bebauung; baugeschichtlich und städtebaulich von Bedeutung, schlichter Barockbau | 09220216 |
| Weitere Bilder | Wohnhaus in geschlossener Bebauung, mit zwei Seitenflügeln im Hof | Schössergasse 3 (Karte)             | bezeichnet 1751 (Wohnhaus)                                                     | baugeschichtlich, ortsgeschichtlich, künstlerisch und städtebaulich von Bedeutung, ein Barockbau mit prächtigem Rundbogen-Portal mit Wappentafel darüber | 09220212 |
| Weitere Bilder | Wohnhaus in geschlossener Bebauung | Schössergasse 4 (Karte)             | um 1600 (Wohnhaus)                                                             | baugeschichtlich, künstlerisch und städtebaulich von Bedeutung, mit schönem Sitznischenportal | 09220210 |
| Weitere Bilder | Wohn- und Geschäftshaus in geschlossener Bebauung, Eckhaus | Schössergasse 5 (Karte)             | bezeichnet 1913 (Wohn- und Geschäftshaus)                                      | baugeschichtlich und städtebaulich von Bedeutung, ein Bau im Reformstil der Zeit um 1910, straßenbildprägender Erker zur Dohnaischen Straße, verschiedene originale Schriftzüge über den Läden | 09220208 |
| Weitere Bilder | Wohnhaus in geschlossener Bebauung, Eckhaus, mit Hofbebauung | Schössergasse 6 (Karte)             | 2. Hälfte 16. Jh. (Wohnhaus)                                                   | baugeschichtlich und städtebaulich von Bedeutung, im Kern ein Renaissancebau mit schönem Sitznischenportal | 09220209 |
| Weitere Bilder | Wohnhaus in geschlossener Bebauung, mit zwei Seitenflügel im Hof | Schössergasse 7 (Karte)             | 19. Jh. (Wohnhaus)                                                             | baugeschichtlich und städtebaulich von Bedeutung, ein Gründerzeitgebäude mit klassizistischem Portal | 09220211 |
| Weitere Bilder | Wohnhaus in geschlossener Bebauung | Schössergasse 8 (Karte)             | Anfang 19. Jh. (Wohnhaus)                                                      | baugeschichtlich und städtebaulich von Bedeutung | 09220213 |
|                | Doppelmietshaus in geschlossener Bebauung | Schössergasse 9; 9b (Karte)         | 1890er Jahre (Doppelmietshaus)                                                 | mit originaler Ladenfront, baugeschichtlich und städtebaulich von Bedeutung, ein Gründerzeithaus mit zwei straßenbildprägenden Giebeln | 09220214 |
| Weitere Bilder | Wohnhaus in geschlossener Bebauung | Schössergasse 10 (Karte)            | um 1850 (Wohnhaus)                                                             | mit Laden, baugeschichtlich und städtebaulich von Bedeutung | 09220217 |
| Weitere Bilder | Wohnhaus in geschlossener Bebauung | Schössergasse 10b (Karte)           | um 1880 (Wohnhaus)                                                             | mit originaler Ladenfront, baugeschichtlich und städtebaulich von Bedeutung, ein Gründerzeithaus | 09220218 |
| Weitere Bilder | Wohnhaus in geschlossener Bebauung | Schössergasse 11 (links) (Karte)    | um 1880 (Wohnhaus)                                                             | baugeschichtlich und städtebaulich von Bedeutung, eine Gründerzeitfassade | 09220220 |
| Weitere Bilder | Wohnhaus in geschlossener Bebauung, Eckhaus | Schössergasse 11 (rechts) (Karte)   | nach 1600 (Wohnhaus)                                                           | baugeschichtlich, künstlerisch, kunsthistorisch und städtebaulich von Bedeutung, platzbildprägende Lage Am Markt, ein prächtiger Renaissancebau mit geschwungenem Schaugiebel an der Schössergasse | 09220221 |
| Weitere Bilder | Wohnhaus in geschlossener Bebauung | Schuhgasse 1 (Karte)                | 18. Jh. (Wohnhaus)                                                             | Wohnhaus in geschlossener Bebauung mit historischer Ladenfront und -einrichtung sowie dem Hinterhaus; baugeschichtlich und städtebaulich von Bedeutung | 09220224 |
| Weitere Bilder | Wohnhaus (auf zwei Flurstücken) in geschlossener Bebauung | Schuhgasse 2 (Karte)                | um 1600 (Wohnhaus)                                                             | baugeschichtlich und städtebaulich von Bedeutung, ein großer Renaissancebau mit Sitznischenportal | 09220225 |
|                | Wohnhaus in geschlossener Bebauung | Schuhgasse 3 (Karte)                | 17. Jh. (Wohnhaus)                                                             | baugeschichtlich und städtebaulich von Bedeutung, im Kern ein Renaissancebau | 09220226 |
| Weitere Bilder | Wohnhaus in geschlossener Bebauung, mit Seitenflügel zum Hof | Schuhgasse 4 (Karte)                | bezeichnet 1722 (Wohnhaus)                                                     | baugeschichtlich und städtebaulich von Bedeutung, schlichter Barockbau mit schönem Portal, Hofgebäude mit Holzgalerien | 09220227 |
| Weitere Bilder | Wohnhaus in geschlossener Bebauung | Schuhgasse 5 (Karte)                | um 1850 (Wohnhaus)                                                             | mit Ladeneinbau, baugeschichtlich und städtebaulich von Bedeutung, klassizistischer Bau | 09220229 |
| Weitere Bilder | Wohnhaus in geschlossener Bebauung | Schuhgasse 6 (Karte)                | 18. Jh. (Wohnhaus)                                                             | baugeschichtlich und städtebaulich von Bedeutung | 09220792 |
| Weitere Bilder | Wohnhaus in geschlossener Bebauung, mit Gaststätte | Schuhgasse 7 (Karte)                | 18. Jh. (Wohnhaus)                                                             | baugeschichtlich und städtebaulich von Bedeutung, mit Lamm über dem Hauseingang in Nische | 09221192 |
| Weitere Bilder | Wohnhaus in geschlossener Bebauung | Schuhgasse 8 (Karte)                | Ende 18. Jh. (Wohnhaus)                                                        | baugeschichtlich und städtebaulich von Bedeutung | 09227077 |
| Weitere Bilder | Wohnhaus in geschlossener Bebauung, Eckhaus | Schuhgasse 9 (Karte)                | 2. Hälfte 17. Jh. (Wohnhaus)                                                   | baugeschichtlich und städtebaulich von Bedeutung, Ladenfront des 19. Jh., ortsbildprägende Lage, Blickfang aus der Jacobäerstraße | 09220232 |
| Weitere Bilder | Wohnhaus in geschlossener Bebauung, Eckhaus | Schuhgasse 10 (Karte)               | Ende 17. Jh. (Wohnhaus)                                                        | baugeschichtlich und städtebaulich von Bedeutung, ein Renaissancebau mit barockem Portal | 09220233 |
| Weitere Bilder | Wohnhaus in geschlossener Bebauung | Schuhgasse 11 (Karte)               | um 1600 (Wohnhaus)                                                             | baugeschichtlich und städtebaulich von Bedeutung, im Kern ein Renaissancebau | 09220231 |
| Weitere Bilder | Wohnhaus in geschlossener Bebauung (ein gemeinsamer Hof mit Schössergasse 3) | Schuhgasse 12 (Karte)               | um 1600 (Wohnhaus)                                                             | baugeschichtlich und städtebaulich von Bedeutung, großer Renaissancebau mit klassizistischem Portal | 09220230 |
| Weitere Bilder | Wohnhaus in geschlossener Bebauung, mit Hofbebauung | Schuhgasse 13 (Karte)               | 18. Jh. (Wohnhaus)                                                             | baugeschichtlich und städtebaulich von Bedeutung, schlichter Barockbau | 09220228 |
| Weitere Bilder | Mietshaus in geschlossener Bebauung | Schuhgasse 15 (Karte)               | 1890er Jahre (Mietshaus)                                                       | baugeschichtlich, künstlerisch und städtebaulich von Bedeutung, repräsentatives Gründerzeithaus mit schöner Ladenfront, im Stil der Neorenaissance, der Zwerchgiebel mit Obelisken | 09220223 |
| Weitere Bilder | Mietshaus in geschlossener Bebauung, Eckhaus | Schuhgasse 16 (Karte)               | 1890er Jahre (Mietshaus)                                                       | mit originaler Ladenfront, baugeschichtlich, künstlerisch und städtebaulich von Bedeutung, ortsbildprägende Lage am Markt, repräsentatives Gründerzeithaus mit platzbildprägendem Eckerker | 09220222 |
| Weitere Bilder | Wohnhaus, Eckhaus in geschlossener Bebauung | Töpfergasse 1 (Karte)               | 17. Jh. (Wohnhaus)                                                             | baugeschichtlich und städtebaulich von Bedeutung, mächtiger Renaissancebau | 09220244 |
| Weitere Bilder | Wohnhaus in geschlossener Bebauung (gehört mit zu Am Markt 20/Töpfergasse 4) | Töpfergasse 2 (Karte)               | 16./17. Jh. (Wohnhaus)                                                         | baugeschichtlich und städtebaulich von Bedeutung, schlichter Barockbau mit schönen Portalen | 09220245 |
| Weitere Bilder | Marienhaus | Töpfergasse 4 (Karte)               | um 1500 bis 1700, bezeichnet 1514 (Marienfigur)                                | Gasthaus und Wohnhaus (zwei Anschriften: Am Markt 20 und Töpfergasse 4) in Ecklage (das Nebengebäude an der Töpfergasse, siehe Töpfergasse 2); baugeschichtlich, künstlerisch und städtebaulich von Bedeutung, schönes barockes Portal, an der Gebäude-Ecke eine spätgotische Marienfigur (bezeichnet 1514) | 09220037 |
| Weitere Bilder | Hofanlage zwischen Klosterkirche St. Heinrich, Pesthaus und Hauptzollamt | Zollhof (Karte)                     | ab 1300 (Klosteranlagenteil)                                                   | Hofanlage mit Torpfeilern und Einfriedungsmauer; baugeschichtlich, ortsgeschichtlich und städtebaulich von Bedeutung (siehe auch Grohmannstraße 1 – Hauptzollamt, Klosterhof (bei 2) – Klosterkirche St. Heinrich, Dohnaische Straße 76 – Pesthaus) | 09221200 |

## Ehemalige Kulturdenkmale
| Bild           | Bezeichnung                        | Lage                       | Datierung | Beschreibung | ID |
| -------------- | ---------------------------------- | -------------------------- | --------- | ------------ | -- |
| Weitere Bilder | Wohnhaus in geschlossener Bebauung | Lange Straße 40/41 (Karte) |           |              |    |